# Abdel Karim Gamel
Abdel Karim Gamel – togijski piłkarz grający na pozycji napastnika. W swojej karierze grał w reprezentacji Togo.

## Kariera klubowa
W swojej karierze piłkarskiej Gamel grał w klubie OC Agaza.

## Kariera reprezentacyjna
W 1984 roku Gamel został powołany do reprezentacji Togo na Puchar Narodów Afryki 1984. Na tym turnieju zagrał w jednym meczu grupowym, z Egiptem (0:0).